# Friedel Bertram
Friedel Bertram (* 5. März 1937 in Odagsen; † 16. Mai 2014 in Hannover) war ein deutscher Politiker (SPD).
Bertram absolvierte nach seinem Realschulabschluss eine Verwaltungslehre. Von 1957 bis 1964 war er als Angestellter beim Landkreis Einbeck beschäftigt. Er legte die II. Verwaltungsprüfung ab im Juni 1964 und wurde Beamter des Verbandes Großraum Hannover. Von 1966 bis 1971 wurde er Leiter der Abteilung Allgemeine Verwaltung. Von Januar 1972 bis Juni 1974 wurde er persönlicher Referent des Niedersächsischen Ministers für Wirtschaft und öffentliche Arbeiten, dann Referent für Parlaments- und Kabinettsangelegenheiten. 
Zwischen 1964 und 1970 war er Fachlehrer an der Niedersächsischen Gemeindeverwaltungsschule in Hannover (für Beamten- und Kommunalverfassungsrecht). Bertram war Mitglied der SPD seit 1956 und war in verschiedenen Funktionen auf Ortsvereins- und Unterbezirksebene engagiert. Er wurde Mitglied des Vorstandes des SPD-Unterbezirks Hannover-Land und war zwischen 1972 und 1976 Ratsherr der Gemeinde Arnum. In den Jahren 1968 bis 1974 war er Kreistagsabgeordneter des Landkreises Hannover sowie zwischen 1972 und 1974 stellvertretender Landrat. Seit  1973 bis 1978 war er Mitglied der Verbandsversammlung des Verbandes Großraum Hannover. In der 8. bis 10. Wahlperiode war er Mitglied des niedersächsischen Landtages vom 21. Juni 1974 bis 20. Juni 1986. Als stellvertretender Vorsitzender der SPD-Landtagsfraktion war er zwischen dem 9. Juni 1978 und dem 22. November 1983 tätig.

## Quelle
- Barbara Simon: Abgeordnete in Niedersachsen 1946–1994. Biographisches Handbuch. Hrsg. vom Präsidenten des Niedersächsischen Landtages. Niedersächsischer Landtag, Hannover 1996, S. 35.

| Personendaten    | Personendaten                  |
| ---------------- | ------------------------------ |
| NAME             | Bertram, Friedel               |
| KURZBESCHREIBUNG | deutscher Politiker (SPD), MdL |
| GEBURTSDATUM     | 5. März 1937                   |
| GEBURTSORT       | Odagsen                        |
| STERBEDATUM      | 16. Mai 2014                   |
| STERBEORT        | Hannover                       |